# Okres Szob
Okres Szob (maďarsky Szobi járás) je jedním z osmnácti okresů maďarské župy Pest. Jeho centrem je město Szob.

## Sídla
V okrese se nachází celkem 17 měst a obcí.
Města
- Nagymaros
- Szob

Obce
- Bernecebaráti
- Ipolydamásd
- Ipolytölgyes
- Kemence
- Kismaros
- Kóspallag
- Letkés
- Márianosztra
- Nagybörzsöny
- Perőcsény
- Szokolya
- Tésa
- Verőce
- Vámosmikola
- Zebegény